# Коровашков Олексій Ігорович
Олексій Ігорович Коровашков (рос. Коровашков Алексей Игоревич, 1 квітня 1992) — російський веслувальник, олімпієць.
Підтримує невизнане самопроголошене Придністров'я. 

## Виступи на Олімпіадах
| Олімпіада   | Дисципліна                | Місце |
| ----------- | ------------------------- | ----- |
| Лондон 2012 | каное-двійки, 1000 метрів | 3     |
| Париж 2024  | каное-двійки, 500 метрів  | 4     |

## Зовнішні посилання
- Коровашков Олексій Ігорович на сайті International Canoe Federation (англійська)
- Коровашков Олексій Ігорович на сайті Olympics.com (англійська)
- Коровашков Олексій Ігорович на сайті Olympedia (англійська)